# 西日本地震活動期説
西日本地震活動期説（にしにほんじしんかつどうきせつ）は、フォッサマグナより西側の西南日本が、1990年代後半以降地震の活動期に入ったとする考え方、仮説である。

## 概要
過去に日本の中部（中部地方、近畿地方周辺）で起こった地震を時間を軸にして表にまとめると、その地域での最大規模（マグニチュード8.0前後）の地震である東海地震、東南海地震、南海地震が発生する前後の数年間～数十年間、地震の多い時期（活動期）が見られることがわかる。また、相対的に地震の少ない時期（静穏期）も見られる。このような傾向は西南日本を対象として地震をまとめた場合も見られる。
1995年の兵庫県南部地震の発生は社会的にも大きな話題となったが、地震学においても研究を見直す1つの契機となった。そこで、兵庫県南部地震以降、西日本が地震の活動期に入ったのではないかという考えが生まれた。この考えは、後の2000年に発生した鳥取県西部地震によって支えられることとなり、次第に仮説として定着していった。
以降、2001年の芸予地震、2005年の福岡県西方沖地震、2007年の能登半島地震が発生したことで、この仮説を裏付けることとなった。また、西日本で地震が発生するごとに、マスメディアでもこの考え方を紹介することが増えた。
ただし、現状では日本地震学会や気象庁などの公的研究機関がこの仮説を公に認めているわけではない。
しかし、この仮説が一部の週刊誌やウェブサイトなどによる根拠がなく信憑性の薄い地震の情報に対して、研究者や仮説支持者の意図しないままに説得力や根拠を与えてしまっているとの意見もある。